# Homer aime Flanders
Homer aime Flanders (Homer Loves Flanders) est le 16e épisode de la saison 5 de la série télévisée d'animation Les Simpson.

## Résumé
Homer participe à un jeu dont le premier prix est le gain de deux billets pour aller voir un match de football. Ned gagne le premier prix et Homer est obligé de voir le match avec lui. Mais il finit par considérer son voisin, qu'il a toujours jalousé ou détesté, comme son meilleur ami…